# Mazda CX-4
Der Mazda CX-4 ist ein SUV-Coupé des japanischen Automobilherstellers Mazda. Das Fahrzeug basiert auf dem Mazda CX-5, ist allerdings länger und flacher. Auch beim CX-4 setzt Mazda auf das Kodo-Design.

## Geschichte
Das Konzeptfahrzeug Mazda Koeru wurde im September 2015 auf der Internationalen Automobil-Ausstellung in Frankfurt am Main der Öffentlichkeit präsentiert. Auf der Beijing Motor Show im April 2016 zeigte Mazda das Serienfahrzeug, stellte aber auch klar, dass das Fahrzeug nur in China für China gebaut wird. 2020 kam eine überarbeitete Version mit geändertem Frontdesign auf den Markt. Die Produktion endete ohne Nachfolgemodell im März 2023.

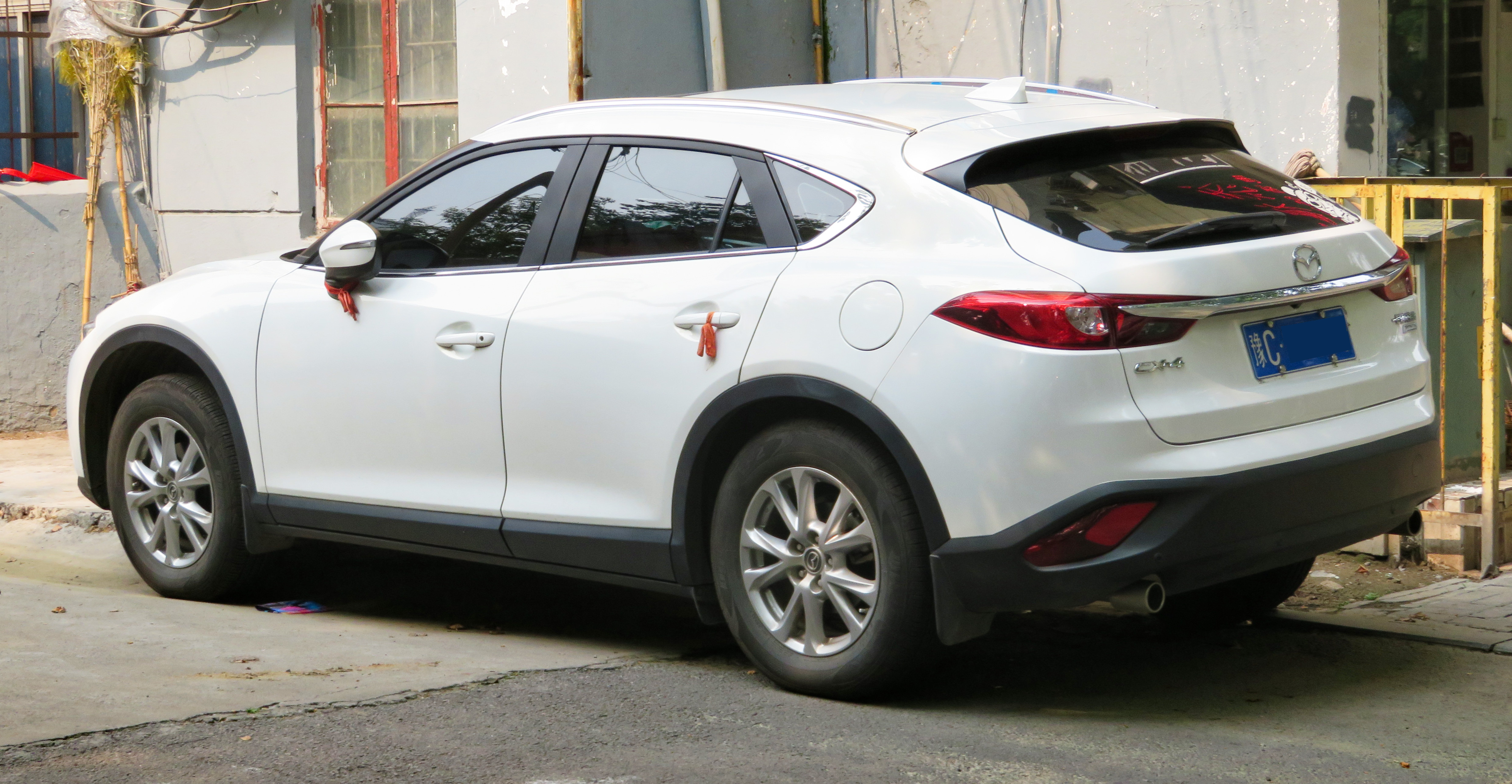
Heckansicht
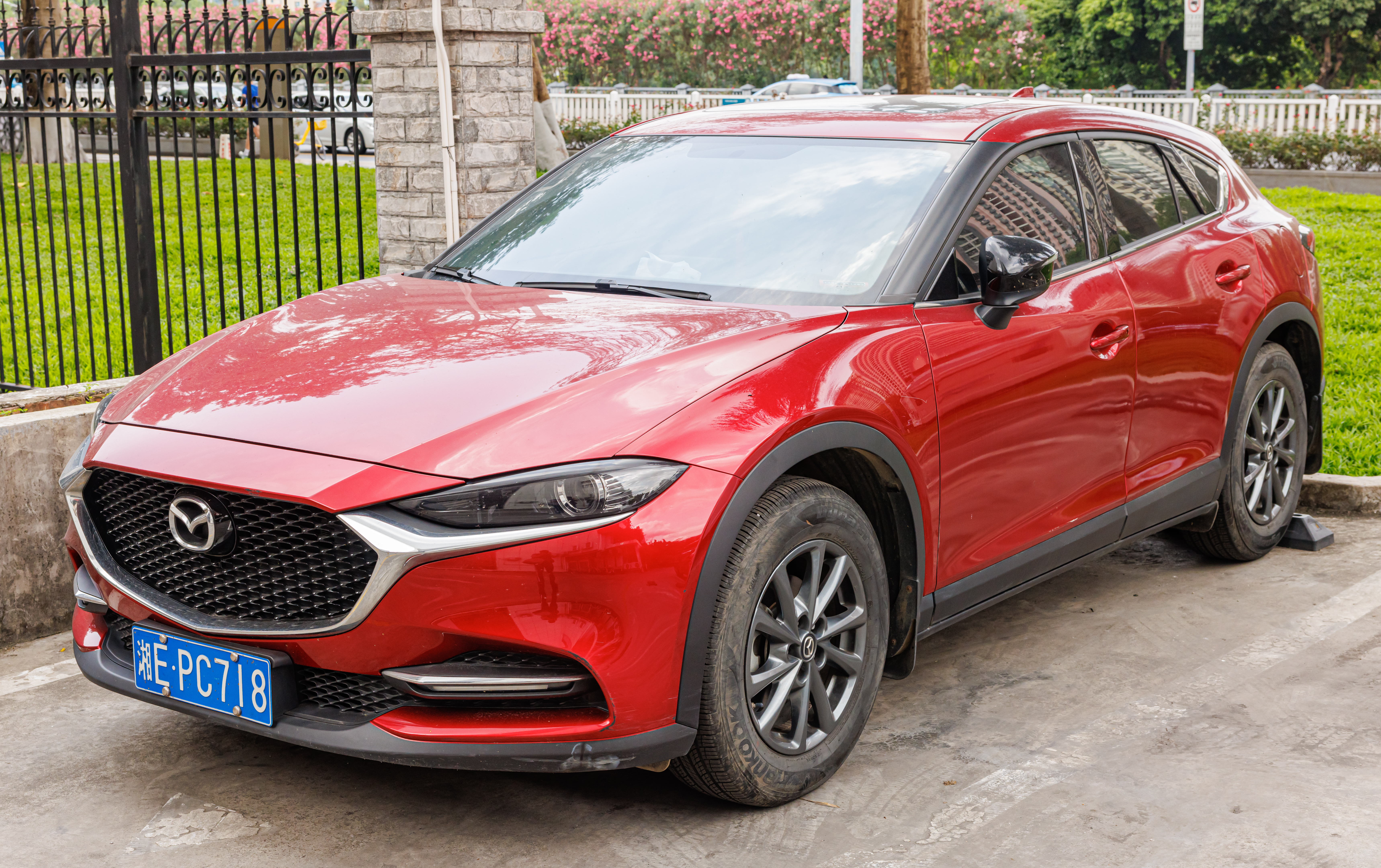
Mazda CX-4 (2020–2023)
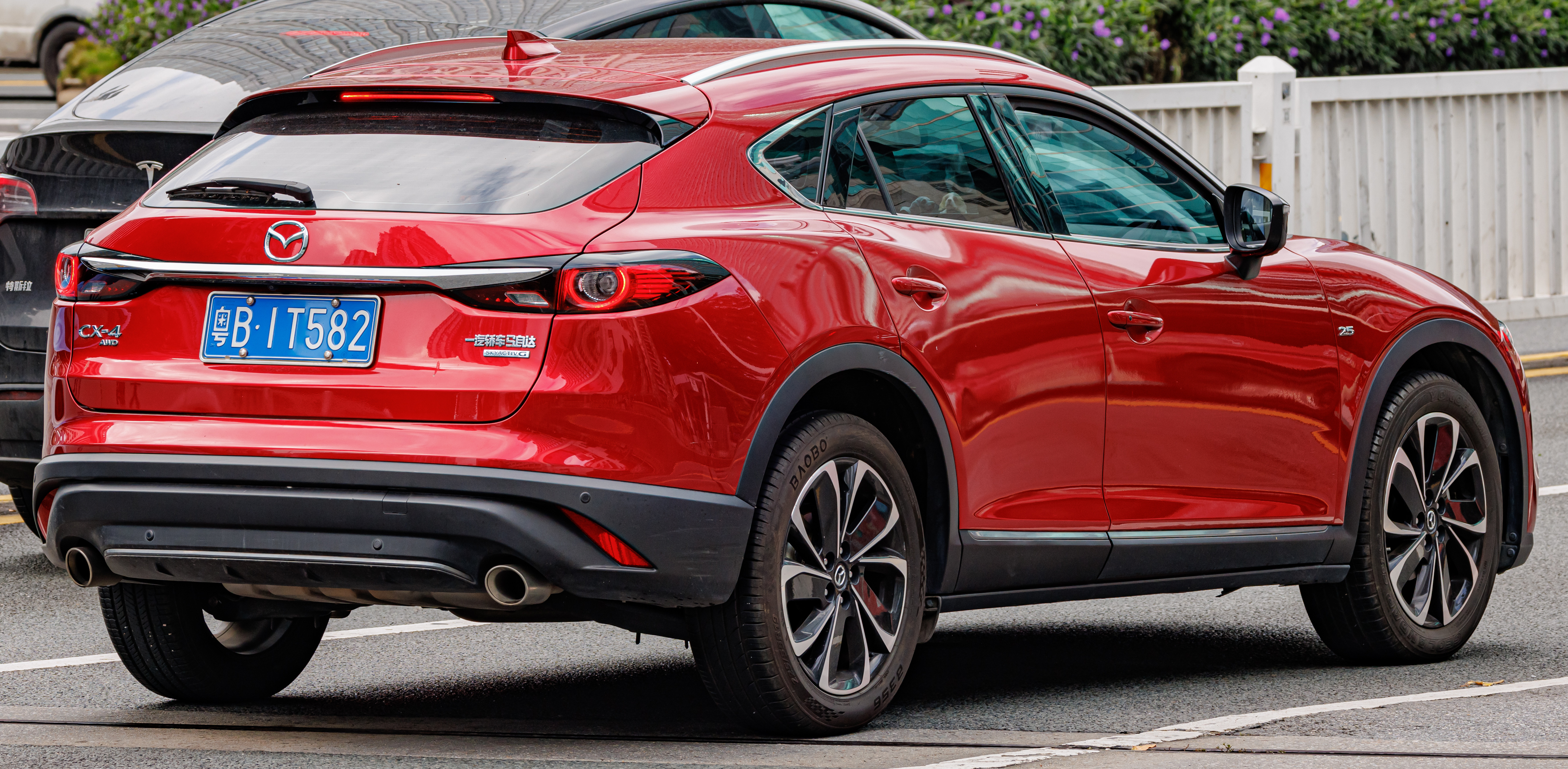
Heckansicht
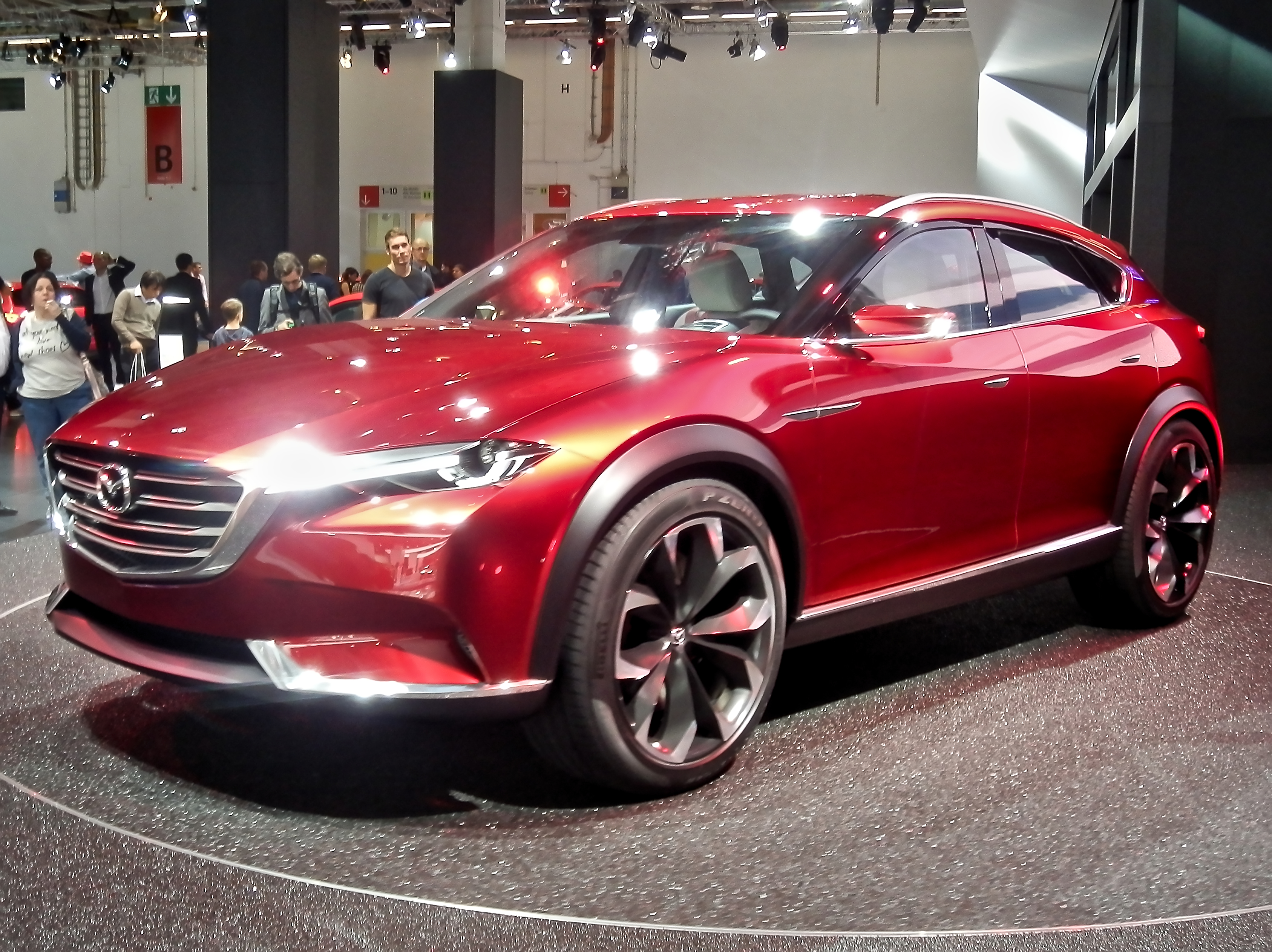
Mazda Koeru auf der IAA 2015
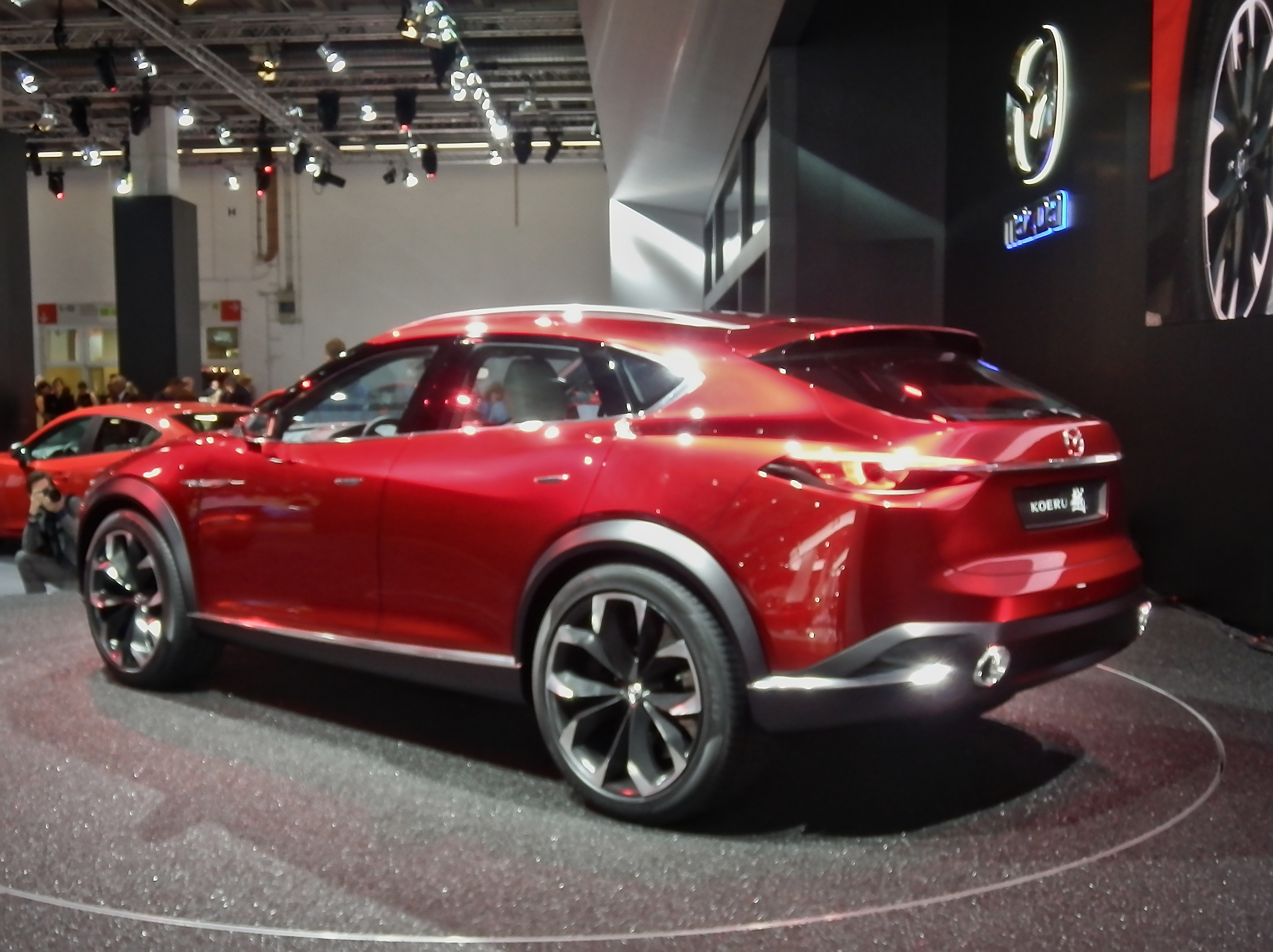
Heckansicht

## Technische Daten
Den Antrieb übernimmt ein 116 kW (158 PS) starker 2,0-Liter- oder ein 141 kW (192 PS) starker 2,5-Liter-Ottomotor. Ersterer kam nur mit Vorderradantrieb zu den Händlern, der stärkere Motor erhielt serienmäßig Allradantrieb. Ab November 2019 war auch der stärkere Motor mit Vorderradantrieb verfügbar.
|                                             | 2.0 2WD                       | 2.5 2WD                       | 2.5 4WD                       |
| Bauzeitraum                                 | 06/2016–03/2023               | 11/2019–03/2023               | 06/2016–03/2023               |
| Motorkenndaten                              |                               |                               |                               |
| Motortyp                                    | Reihen-Vierzylinder-Ottomotor | Reihen-Vierzylinder-Ottomotor | Reihen-Vierzylinder-Ottomotor |
| Hubraum                                     | 1998 cm³                      | 2488 cm³                      | 2488 cm³                      |
| max. Leistung bei min−1                     | 116 kW (158 PS) / 6400        | 141 kW (192 PS) / 6100        | 141 kW (192 PS) / 6100        |
| max. Drehmoment bei min−1                   | 202 Nm / 4000                 | 252 Nm / 4000                 | 252 Nm / 4000                 |
| Kraftübertragung                            |                               |                               |                               |
| Antrieb, serienmäßig                        | Vorderradantrieb              | Vorderradantrieb              | Allradantrieb                 |
| Getriebe, serienmäßig                       | 6-Gang-Schaltgetriebe         | 6-Gang-Automatikgetriebe      | 6-Gang-Automatikgetriebe      |
| Getriebe, optional                          | [6-Gang-Automatikgetriebe]    | —                             | —                             |
| Messwerte                                   |                               |                               |                               |
| Höchstgeschwindigkeit                       | 200 km/h [192 km/h]           | 206 km/h                      | 198–199 km/h                  |
| Beschleunigung, 0–100 km/h                  | 10,4 s [10,5 s]               | k. A.                         | 9,5 s                         |
| Kraftstoffverbrauch auf 100 km (kombiniert) | 6,4 l Super [6,3 l Super]     | 6,8 l Super                   | 7,2–7,3 l Super               |
| Leergewicht                                 | 1390 kg [1450–1493 kg]        | 1530 kg                       | 1545–1622 kg                  |
| Tankinhalt                                  | 45–51 l                       | 45 l                          | 49–51 l                       |